# Harold Pottenger
Harold Paul Pottenger (Aurora (Missouri), 21 november 1932) is een Amerikaans componist en muziekpedagoog.

## Levensloop
Pottenger studeerde aan de Universiteit van Missouri in Columbia, de Universiteit van Kansas in Wichita (Kansas) en aan de Indiana University in Bloomington. Vervolgens was hij muziekleraar en instructeur aan de Carthage High School in Carthage (Missouri). Hij werd later docent aan het Southwest Baptist College in Bolivar (Missouri) aan de International University alsook aan de Bradley Universiteit in Peoria.
Naast bewerkingen van klassieke werken voor harmonieorkest, zoals het Piano concert nr. 2, op. 18 van Sergej Rachmaninov schreef hij ook eigen werk voor harmonieorkest, koor en pedagogische werken.

## Composities

### Werken voor harmonieorkest
- 1965 Suite, voor harmonieorkest
  1. Allegro moderato
  2. Lento rubato
  3. Allegro moderato
- Carthage High School Fight song "Go you Tigers"

### Werken voor koor
- 1953 The lamb, voor gemengd koor en piano - tekst: William Blake
- 1970 We Gather Together, voor sopraan, tenor, bas solo, gemengd koor, kinderkoor, piano en orgel

### Pedagogische werken
- Instrumental Praises - Sacred Selections for Band and Orchestra Instruments - Volume II (samen met: Floyd W. Hawkins)

## Publicaties
- Instrumental Handbook: A Guide to the Intelligent Use of Band and Orchestral Instruments, Beacon Hill: 1971. 76 p.
- A chronology of Western art music, DeSoto, Tex. : Perspectives in Music, c1988.